# Justin Reiter
Justin Reiter (ur. 2 lutego 1981 w Truckee) – amerykański snowboardzista, wicemistrz świata.

## Kariera
Po raz pierwszy na arenie międzynarodowej pojawił się 4 stycznia 1997 roku w Snowmass, gdzie w zawodach FIS Race zajął 59. miejsce w gigancie. W 2001 roku wystąpił na mistrzostwach świata juniorów w Nassfeld, zajmując 26. miejsce w slalomie równoległym (PSL) i 33. miejsce w gigancie równoległym (PGS).
W Pucharze Świata zadebiutował 14 marca 2003 roku w Arosie, gdzie zajął 41. miejsce w gigancie równoległym. Na podium zawodów pucharowych po raz pierwszy stanął 15 marca 2008 roku w Valmalenco, kończąc rywalizację w tej samej konkurencji na trzeciej pozycji. W zawodach tych wyprzedzili go Kanadyjczyk Matthew Morison i Włoch Roland Fischnaller. Najlepsze wyniki w Pucharze Świata w snowboardzie osiągnął w sezonie 2014/2015, kiedy to zajął 3. miejsce w klasyfikacji PAR.
Największy sukces w karierze osiągnął w 2013 roku, kiedy na mistrzostwach świata w Stoneham zdobył srebrny medal w slalomie równoległym. Rozdzielił tam na podium Roka Marguča ze Słowenii i Rolanda Fischnallera. Był też między innymi dziesiąty w gigancie podczas mistrzostw świata w Whistler w 2005 roku i rozgrywanych dwanaście lat później mistrzostw świata w Sierra Nevada. W 2014 roku wziął udział w igrzyskach olimpijskich w Soczi, gdzie zajął 24. miejsce w gigancie równoległym, a w slalomie został zdyskwalifikowany.

## Osiągnięcia

### Igrzyska olimpijskie
| Miejsce | Dzień     | Rok  | Miejscowość | Konkurencja       | Zwycięzca |
| ------- | --------- | ---- | ----------- | ----------------- | --------- |
| 24.     | 19 lutego | 2014 | Soczi       | Gigant Równoległy | Vic Wild  |
| DSQ     | 22 lutego | 2014 | Soczi       | Slalom Równoległy | Vic Wild  |

### Mistrzostwa świata
| Miejsce | Dzień       | Rok  | Miejscowość   | Konkurencja       | Zwycięzca          |
| ------- | ----------- | ---- | ------------- | ----------------- | ------------------ |
| 10.     | 18 stycznia | 2005 | Whistler      | Gigant równoległy | Jasey-Jay Anderson |
| 15.     | 19 stycznia | 2005 | Whistler      | Slalom równoległy | Jasey-Jay Anderson |
| 11.     | 16 stycznia | 2007 | Arosa         | Gigant równoległy | Rok Flander        |
| 13.     | 17 stycznia | 2007 | Arosa         | Slalom równoległy | Simon Schoch       |
| 11.     | 25 stycznia | 2013 | Stoneham      | Gigant równoległy | Benjamin Karl      |
| 2.      | 27 stycznia | 2013 | Stoneham      | Slalom równoległy | Rok Marguč         |
| 14.     | 22 stycznia | 2015 | Kreischberg   | Slalom równoległy | Roland Fischnaller |
| 28.     | 23 stycznia | 2015 | Kreischberg   | Gigant równoległy | Andriej Sobolew    |
| 34.     | 15 marca    | 2017 | Sierra Nevada | Slalom równoległy | Andreas Prommegger |
| 10.     | 16 marca    | 2017 | Sierra Nevada | Gigant równoległy | Andreas Prommegger |

### Puchar Świata

#### Miejsca w klasyfikacji generalnej
- sezon 2002/2003: -
- sezon 2003/2004: -
- sezon 2004/2005: -
- sezon 2005/2006: 126.
- sezon 2006/2007: 34.
- sezon 2007/2008: 46.
- sezon 2008/2009: 154.
- sezon 2009/2010: 57.
- sezon 2010/2011: -
- sezon 2011/2012: 28.
- sezon 2012/2013: 11.
- sezon 2013/2014: 14.
- sezon 2014/2015: 3.
- sezon 2015/2016: 29.
- sezon 2016/2017: 47.

#### Miejsca na podium w zawodach
1. Valmalenco – 15 marca 2008 (gigant równoległy) - 3. miejsce
2. Sudelfeld – 1 lutego 2014 (gigant równoległy) - 3. miejsce
3. Asahikawa – 1 marca 2015 (slalom równoległy) - 2. miejsce
4. Moskwa – 7 marca 2015 (slalom równoległy) - 1. miejsce